# Gardenia deplanchei
Gardenia deplanchei är en måreväxtart som beskrevs av Eugène Vieillard och André Guillaumin. Gardenia deplanchei ingår i släktet Gardenia och familjen måreväxter. Inga underarter finns listade i Catalogue of Life.